# Middletown (Delaware)
Middletown je gradić u američkoj saveznoj državi Delaware. Prema popisu stanovništva iz 2010. u njemu je živjelo 18.871 stanovnika.